# Pseudosermyle catalinae
Pseudosermyle catalinae är en insektsart som beskrevs av David C.F. Rentz och Weissman 1981. Pseudosermyle catalinae ingår i släktet Pseudosermyle och familjen Diapheromeridae. Inga underarter finns listade i Catalogue of Life.